# Olivia Culpo

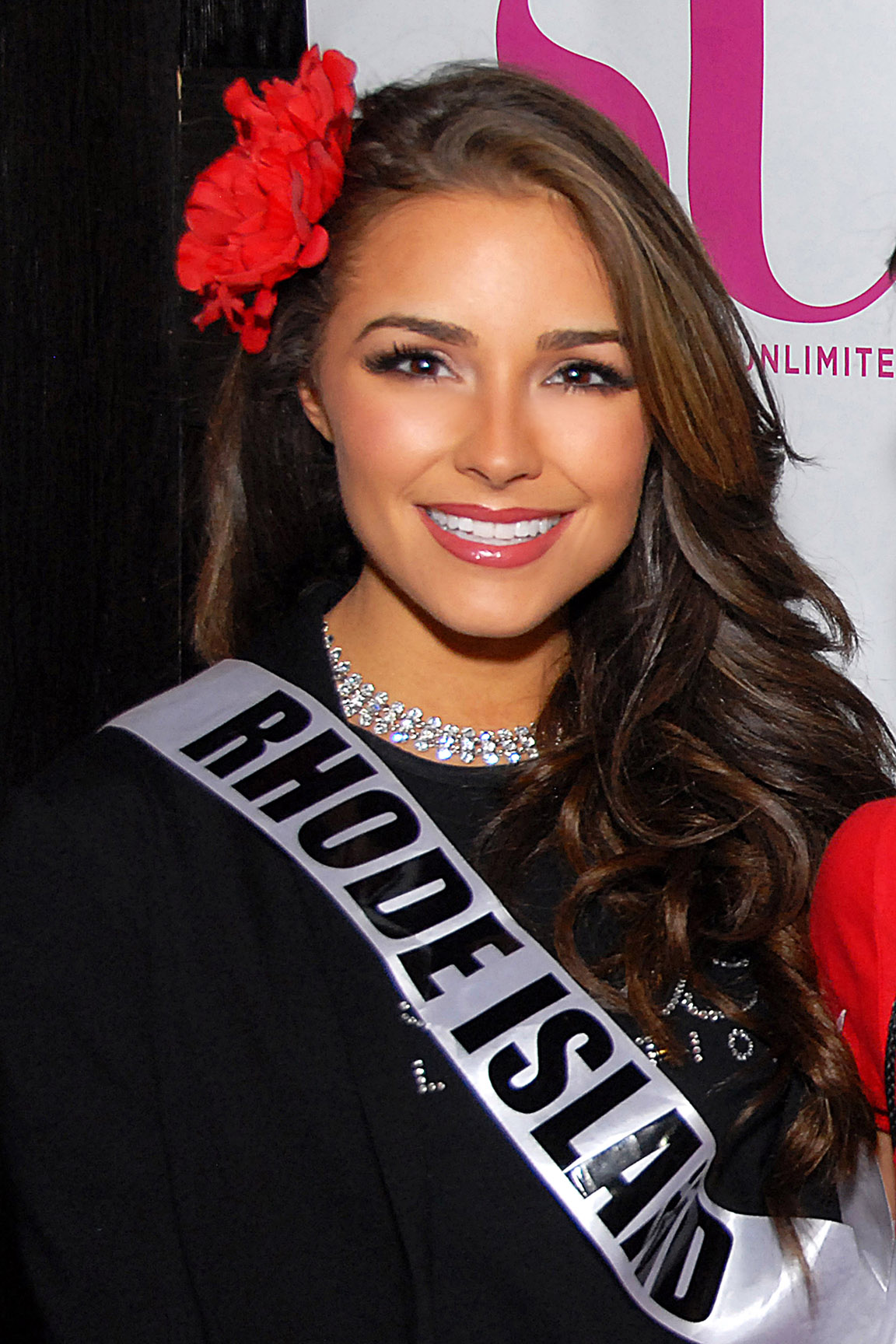
Olivia Culpo (2012)

Olivia Culpo (* 8. Mai 1992 in Cranston, Rhode Island) ist eine US-amerikanische Schönheitskönigin. Sie gewann den Titel als Miss Rhode Island, Miss USA und Miss Universe 2012.

## Leben
Culpo wuchs als Tochter der Musiker Peter und Susan Culpo in Cranston (Rhode Island) auf. 2010 absolvierte Culpo die St. Mary Academy Bay View und wurde Mitglied der National Honor Society. Culpo trat in die Fußstapfen ihrer Eltern und fing an, das Cello zu lernen. Sie beteiligte sich daher als Cellistin am Rhode Island Philharmonic Youth Orchestra, RI Philharmonic Chamber Ensemble, Bay View Orchestra und Rhode Island All-State Orchestra. Culpo spielte in der Boston Symphony Hall in Boston, der Carnegie Hall in New York City und machte eine Tour durch England.
Am 18. September 2011 wurde Culpo zur Miss Rhode Island USA 2012 gekrönt. Am 3. Juni 2012 vertrat Culpo ihren Bundesstaat Rhode Island bei der Miss-USA-Wahl und gewann dabei den Titel der Miss USA. Im Dezember 2012 wurde sie zur Miss Universe gewählt.
Von Juni 2013 bis Mai 2015 war Culpo mit dem Sänger und Schauspieler Nick Jonas liiert. Seit 2019 ist sie mit dem NFL-Star Christian McCaffrey liiert und verlobte sich 2023 mit ihm. Ende Juni 2024 heiratete das Paar. Mitte Juli 2025 gaben beide die Geburt ihrer gemeinsamen Tochter bekannt.
Von April bis Mai 2023 nahm Culpo als UFO an der neunten Staffel der US-amerikanischen Version von The Masked Singer teil, in der sie den vierten Platz erreichte.

## Filmografie (Auswahl)
- 2014: Die Schadenfreundinnen (The Other Woman)
- 2017: American Satan
- 2018: I Feel Pretty
- 2018: Reprisal – Nimm dir, was dir gehört! (Reprisal)
- 2020: The Swing of Things
- 2021: Venus as a Boy
- 2021: Paradise City (Fernsehserie, 8 Folgen)
- 2023: The Masked Singer (Fernsehsendung, Teilnehmerin Staffel 9, 4. Platz)
- 2023: Clawfoot
- 2025: Rescue – HI-Surf (Fernsehserie, Folge 1x13)